# Martín Zúñiga (football, 1993)
Pour les articles homonymes, voir Martín Zúñiga.
Martín Zúñiga est un footballeur mexicain né le 14 avril 1993 à Tapachula. Il évolue au poste d'attaquant au Dorados de Sinaloa.

## Biographie
Il participe au Tournoi de Toulon en 2014 avec la sélection mexicaine des moins de 20 ans. En 2015, il participe au Festival international espoirs – Tournoi Maurice-Revello avec l'Équipe du Mexique olympique de football, qui se déroule en Provence-Alpes-Côte d'Azur. Le Mexique termine 5ème du tournoi.

## Carrière
- 2012-déc. 2015 : Club América ( Mexique)
  - 2013-2014 : Chiapas FC ( Mexique)[1]
- depuis jan. 2016 : Dorados de Sinaloa ( Mexique)

## Palmarès
- Ligue des champions de la CONCACAF : 2015